# Demostración por casos
La demostración por casos es un método de demostración matemática en el cual la proposición a ser probada se divide en un número finito de casos, y cada caso es demostrado por separado. También se la conoce como demostración exhaustiva, demostración por agotamiento o método de fuerza bruta.
Una demostración por casos consta de dos etapas:
- Una prueba de que los casos son exhaustivos; es decir, que cada instancia de la proposición a ser probada coincide con las condiciones de (al menos) uno de los casos.
- Una demostración de cada uno de los casos.

Por el contrario, el método exhaustivo del matemático griego Eudoxo de Cnidos era una forma geométrica y esencialmente rigurosa de calcular límites matemáticos.

## Ejemplo
Demostrar que todo número que es un cubo perfecto tiene que ser un múltiplo de 9, un múltiplo de 9 más 1 o un múltiplo de 9 menos 1.
Demostración
Todo cubo perfecto es el cubo de algún natural n. Este natural es o un múltiplo de 3, o uno más o uno menos que un múltiplo de 3. Entonces los siguientes casos son exhaustivos:
- Caso 1: Si n = 3p, entonces n3 = 27p3, que es múltiplo de 9.
- Caso 2: Si n = 3p + 1, then n3 = 27p3 + 27p2 + 9p + 1, que es 1 más que un múltiplo de 9. Por ejemplo, si n = 4 then n3 = 64 = 9×7 + 1.
- Caso 3: Si n = 3p − 1, entonces n3 = 27p3 − 27p2 + 9p − 1, que es 1 menos que un múltiplo de  9. Por ejemplo si n = 5 entonces n3 = 125 = 9×14 − 1.

## ¿Cuántos casos?
No hay un tope al número de casos permitidos en una demostración exhaustiva. A veces solamente hay 2 o 3 casos. A veces puede haber miles o incluso millones. Por ejemplo, resolver rigurosamente un problema de final de juego en ajedrez puede involucrar la consideración de un número muy elevado de posibles posiciones en el árbol de juego de ese problema.
La primera demostración del teorema de los cuatro colores fue una demostración exhaustiva con 1.936 casos. Esta demostración fue controvertida porque la mayoría de los casos fueron examinados por un programa de computadora, no a mano. La demostración más breve conocida de este teorema aún tiene más de 600 casos.
Los matemáticos prefieren evitar demostraciones con grandes números de casos porque sienten que son poco elegantes — dejan una impresión de que el teorema es solamente cierto por coincidencia, y no por algún principio o conexión subyacente —. No obstante, hay algunos teoremas importantes para los cuales ningún otro método de demostración ha sido hallado.
Además del teorema de los cuatro colores, otros ejemplos de demostración por casos son:
- La prueba de que no existe ningún plano proyectivo de orden 10.
- La clasificación de grupos finitos simples.
- La conjetura de Kepler.